# Xã Turkey Creek, Quận Mitchell, Kansas
Xã Turkey Creek (tiếng Anh: Turkey Creek Township) là một xã thuộc quận Mitchell, tiểu bang Kansas, Hoa Kỳ. Năm 2010, dân số của xã này là 122 người.